# Campionato sudamericano maschile di pallavolo 1971
Il IX campionato sudamericano maschile di pallavolo si è svolto nel 1971 a Montevideo, in Uruguay. Al torneo hanno partecipato 8 squadre nazionali sudamericane e la vittoria finale è andata per l'ottava volta, la terza consecutiva, al Brasile.

## Squadre partecipanti
- Argentina
- Bolivia
- Brasile
- Cile
- Colombia
- Paraguay
- Perù
- Uruguay

## Classifica finale
| Classifica | Squadre   |
| ---------- | --------- |
|            | Brasile   |
|            | Uruguay   |
|            | Argentina |
| 4          | Cile      |
| 5          | Colombia  |
| 6          | Perù      |
| 7          | Paraguay  |
| 8          | Bolivia   |